# San Sebastiano (Lorenzo Costa)
San Sebastiano è un dipinto a tempera su tavola (55×49 cm) di Lorenzo Costa, databile al 1490-1491 circa e conservato nella Galleria degli Uffizi a Firenze.

## Storia e descrizione
Il dipinto è attribuito al Costa concordemente dagli studiosi. Una nota del Varese e il Marchini riporta un'attribuzione, da essi non condivisa, a Ercole de' Roberti durante una mostra del 1933, notizia peraltro incorretta: in quel catalogo è assegnato a Costa e datato dopo la Pala di San Petronio. Venturi datò l'opera vicino alla pala Ghedini per la chiesa di San Giovanni in Monte a Bologna, con una datazione leggermente posteriore, al 1497.
Il giovanetto san Sebastiano è raffigurato con un'inquadratura stretta su sfondo scuro, a mezza figura. Legato alla colonna, mostra di subire con pazienza il martirio delle frecce, evitando il contatto visivo con lo spettatore. Il modello iconografico di riferimento è quello dell'Ecce Homo o Cristo alla colonna, nei modi sviluppati da Antonello da Messina durante il suo periodo trascorso a Venezia.